# Monti Metalliferi
I Monti Metalliferi (in tedesco: Erzgebirge; in ceco: ) sono una catena montuosa situata al confine tra la Repubblica Ceca e la Germania.

## Geografia

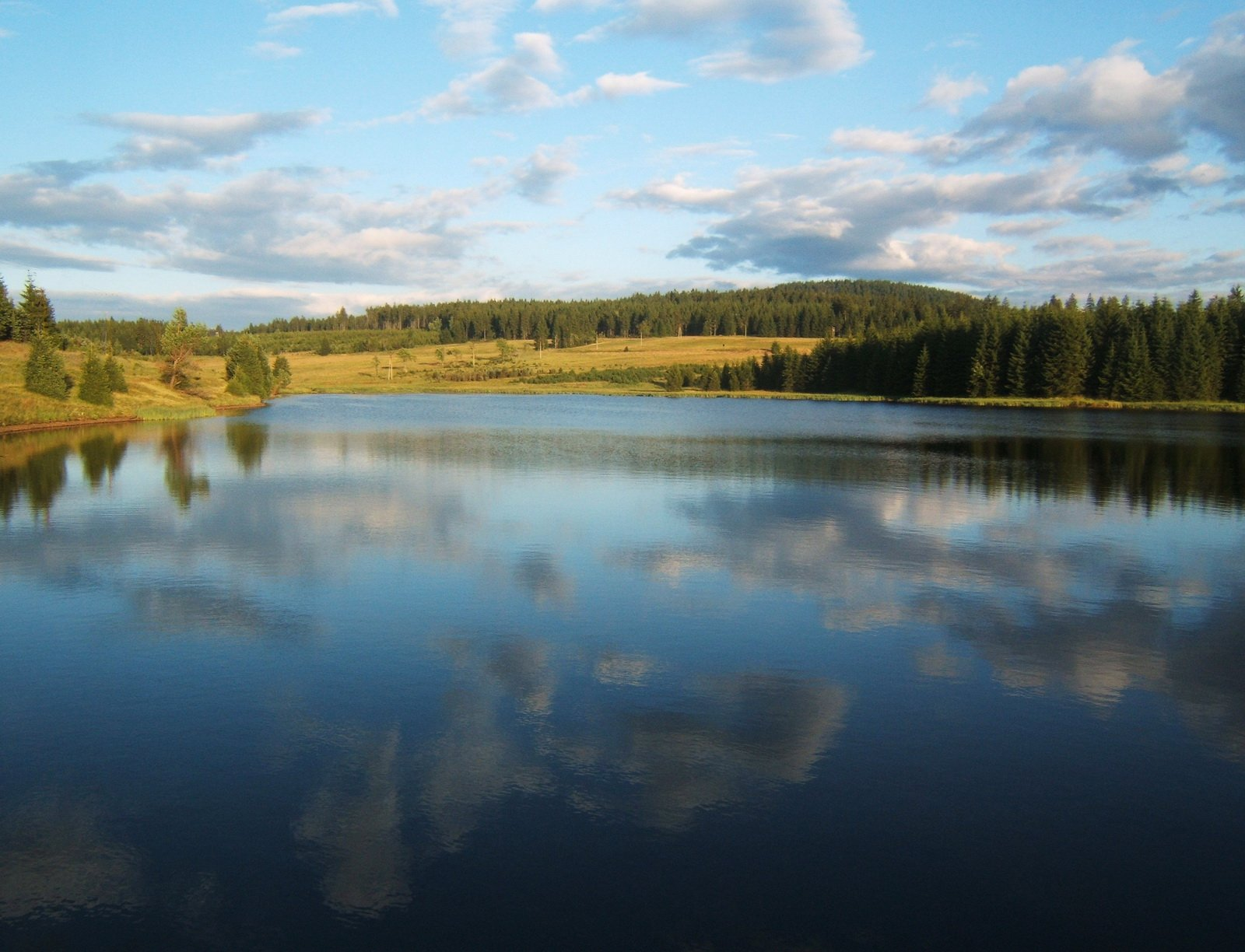
Lago presso i Monti Metalliferi nel comune ceco di Boží Dar

La catena montuosa si sviluppa per una lunghezza di circa 150 km ed è larga in media 40 km; massime elevazioni sono il Klínovec o Keilberg (1244 m s.l.m., in territorio ceco) e il Fichtelberg (1214 m s.l.m., in territorio tedesco).
Dal punto di vista geografico i Monti Metalliferi costituiscono uno dei quattro lati del quadrilatero boemo, separando nettamente con un andamento SO-NE la regione storico-geografica della Sassonia da quella della Boemia.
Gli oronimi locali alludono all'abbondanza di risorse minerarie della regione (Erz e krušec significano, rispettivamente in tedesco e ceco, "minerale metallifero"). Vi sono importanti giacimenti di uranio e litantrace.

## Storia

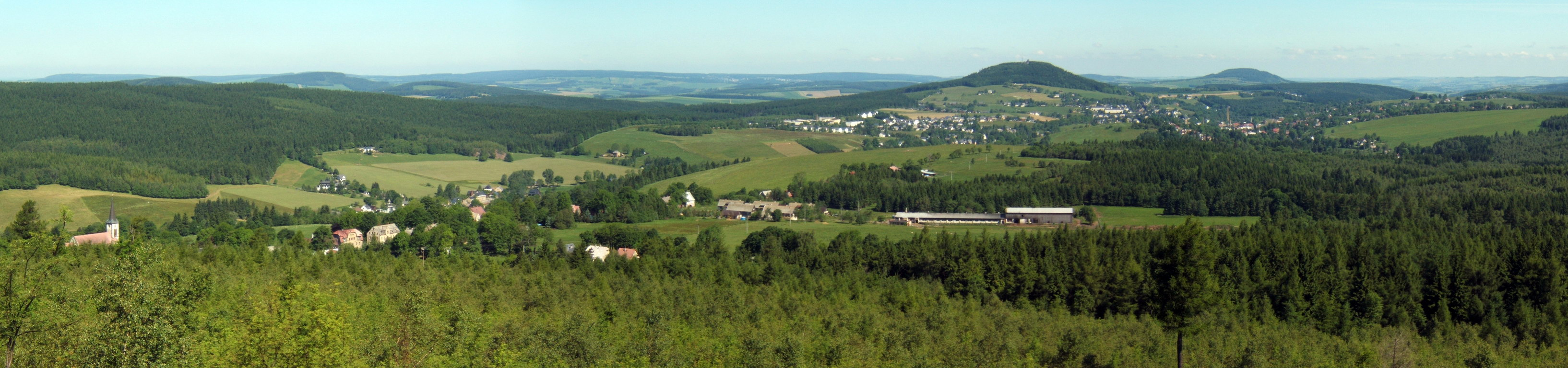
Monti Metalliferi: vista dal Hoher Stein sui paesi di Nové Zvolání (Rep. Ceca) e Bärenstein (Germania); sullo sfondo l'omonimo monte Bärenstein

Scarsamente abitate durante il medioevo, le Montagne Metallifere sono rimaste per lunghi secoli coperte da dense foreste. Solo nel XIV secolo la scoperta di giacimenti di argento e di stagno favorì il popolamento della regione e la fondazione di diverse città. La catena montuosa segna da secoli il confine non solo geografico, ma anche politico, tra la Sassonia e la Boemia, e dal 1945-47 anche quello etnico tra tedeschi e cechi (in precedenza, l'intera regione era quasi esclusivamente abitata da tedeschi dei Sudeti).

## Centri abitati
Il più importante centro abitato del versante ceco dei Monti Metalliferi è Boží Dar. La cittadina, noto centro sciistico nonché valico di frontiera (si trova a poche centinaia di metri dal confine con la Germania), è situata sotto il monte Klínovec e viene considerata "la città più alta dell'Europa centrale".
Al centro dei Monti Metalliferi si trova la città termale di Jáchymov, dove sorsero "le prime terme al radon del mondo". È legata a Jáchymov anche Marie Curie, insignita nel 1911 del premio Nobel per la chimica. Proprio su un campione di uranite di Jáchymov, nell'anno 1898, i coniugi Curie scoprirono a Parigi il radio, elemento fortemente radioattivo.